# Spratlyho ostrov
Spratlyho ostrov (též bouřlivý ostrov, vietnamsky: Đảo Trường Sa, čínsky: 南威島, přepis: Nan-wej tao) je ostrov v Jihočínském moři, součást souostroví Spratlyho ostrovy, je to čtvrtý největší ostrov z tohoto souostroví. Je ovládán Vietnamem, ale nárokuje si ho též Čína (Čínská lidová republika) a Tchaj-wan (Čínská republika). Je to největší Vietnamem ovládaný ostrov z tohoto souostroví. Na ostrově se nachází město Trường Sa, vojenské letiště a přístav.

## Název
Spratlyho ostrov je, stejně jako celé souostroví Spratlyho ostrovů, pojmenován po britském mořeplavci jménem Richard Spratly (1802-1870), který podnikal výpravy do oblastí Indonésie a Austrálie a tento ostrov zahlédl v roce 1843. Původně se ostrov nazýval Horsburghův bouřlivý ostrov po skotském mořeplavci Jamesi Horsburghovi, ale námořní časopisy proslavili pojmenování po Richardu Spratlym, které bylo později schváleno.

## Historie
V roce 1843 ostrov zahlédl britský mořeplavec Richard Spratly.
Francie si začala nárokovat Spratlyho ostrov (ale i další ostrovy v okolí) už ve 30. letech 20. století, 21. prosince 1933 vydal guvernér francouzské kolonie Kočinčína (na území dnešního Vietnamu) jménem Jean-Félix Krautheimer dekret číslo 4702-CP, který připojuje Spratlyho ostrov a ostatní ostrovy v okolí (například ostrovy Itu Aba nebo Amboyna Cay) k provincii Ba Ria (dnešní vietnamská provincie Ba-Ria Vung Tau).
Za Druhé světové války dobylo ostrov Japonské císařské námořnictvo a připojilo ho k Japonsku. Japonci tento ostrov nazývali 西鳥島 (přepis: Nišitori džima, v překladu Západní ptačí ostrov).
Po Druhé světové válce sem poslala Čínská republika flotilu plavidel a v roce 1946 čínská vláda oznámilo připojení tohoto ostrova k Čínské republice, ostrov byl pojmenován 南威島 (přepis: Nan-wej tao, ostrov pojmenován na počest tehdejšího předsedy provincie Kunag-Tung).

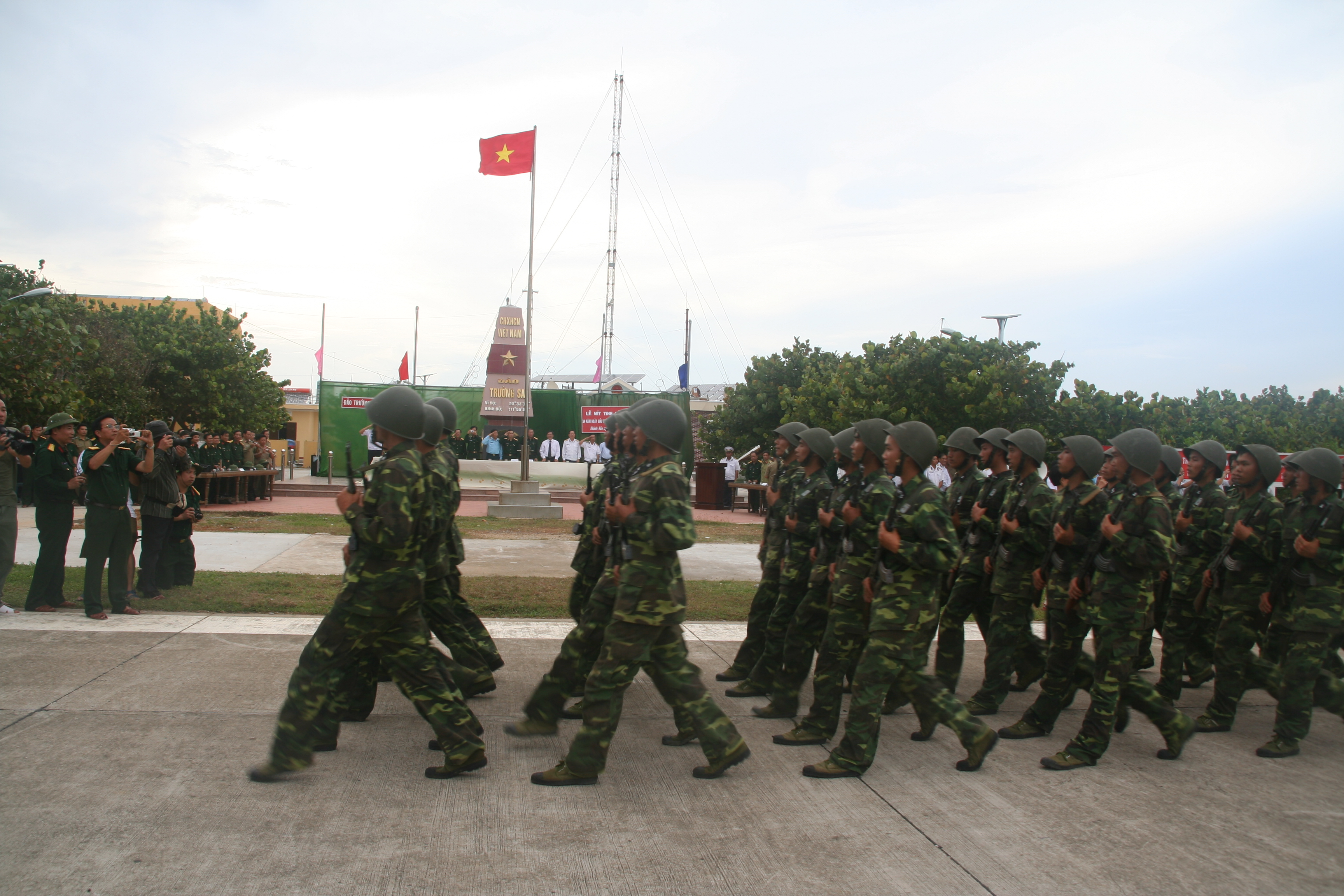
Vojáci Vietnamské armády na Spratlyho ostrově

Od roku 1975 Spratlyho ostrov okupuje Vietnam.
V roce 1977 bylo na ostrově otevřeno vojenské letiště, ale ranvej mělo dlouhou jen 660 metrů, proto bylo roku 2016 postaveno nové letiště s ranvejí téměř dvojnásobně dlouhou. Protože je ale ranvej delší než ostrov, musel být ostrov uměle zvětšen.

## Administrativní zařazení
Vietnam řadí Spratlyho ostrov pod provincii Khanh Hoa a pod okres Trường Sa. Hlavním městem tohoto okresu je Trường Sa, které se nachází právě na Spratlyho ostrově, ale oficiálně jsou součástí města i některé menší ostrůvky v okolí. Součástí tohoto okresu je kromě hlavního města též vesnice Tử Tây (nachází se na ostrově Jihozápadní Cay) a vesnice Sinh Tồn (nachází se na ostrově Sin Cowe).

## Geografie
Spratlyho ostrov leží v tropickém podnebném pásu, proto se zde teplota během roku moc nemění.
Spratlyho ostrov má tvar rovnoramenného trojúhelníku a podle Vietnamského námořnictva je 630 metrů dlouhý a 300 metrů široký a má rozlohu 0,15 km2 (37 akrů), jiné zdroje ovšem uvádějí rozlohu 0,13 km2 (32 akrů). Při odlivu se nadmořská výška pohybuje mezi 3,4–5 m n. m.
Na ostrově je vegetace a zásoby brakické vody, kterou lze použít jako užitkovou vodu.

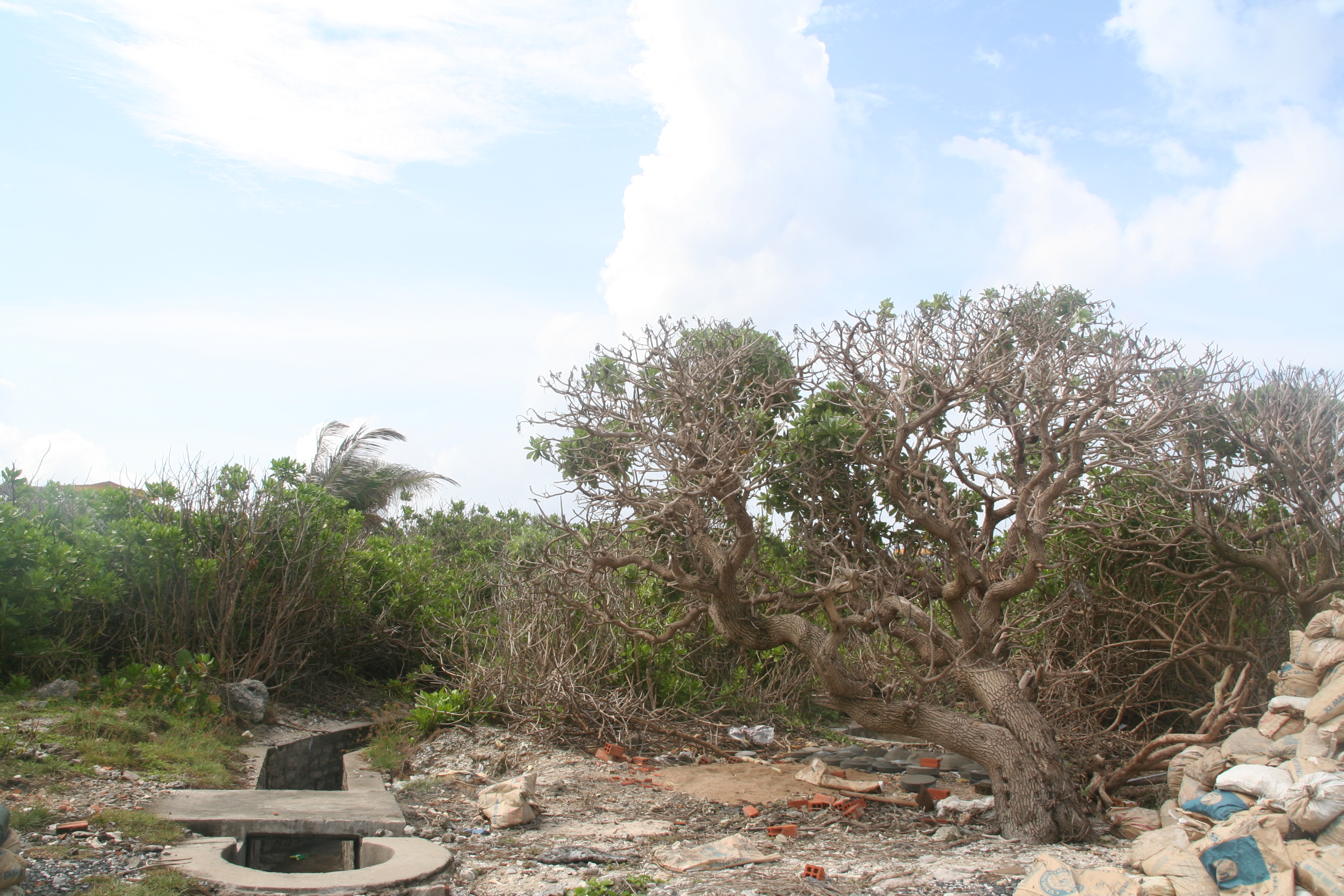
Keř druhu Heliotropium foertherianum na ostrově

Na ostrově jsou zásoby guána.

## Fauna a flóra
Na ostrově rostou rostliny druhů Barringtonia asiatica, Ipomoea pes-caprae, Heliotropium foertherianum a několik dalších druhů keřů a trav. Obyvatelé ostrova zde též zkoušejí pěstovat banánovníky, papáju, chilli papričky a různé druhy bylinek a zeleniny.
Na ostrově žije mnoho psů a drůbeže (například kuřata, kachny nebo husy).

## Stavby na ostrově
Na ostrově se nachází vojenské letiště Trường Sa s ranvejí o délce 1200 metrů a heliportem. Na toto letiště létají malá turbovrtulová letadla (například de Havilland Canada DHC-6 Twin Otter). Na ostrově se nachází též přístav, meteorologická stanice a město Trường Sa, ve kterém je obelisk, památník Ho Či Mina nebo buddhistická pagoda. Elektřinu dodávají solární panely a větrné turbíny.

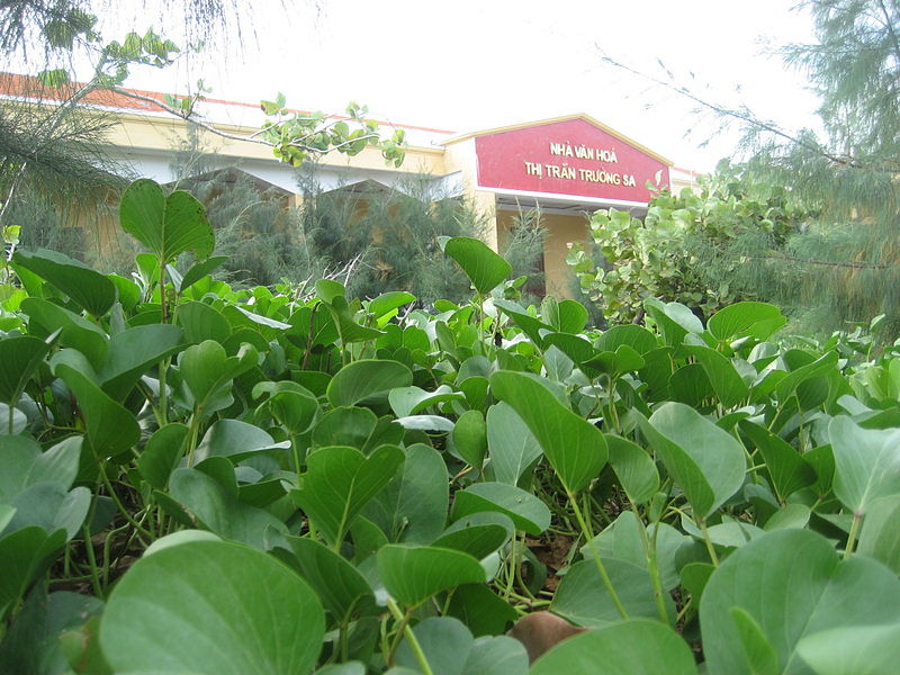
Dům kultury ve městě Trường Sa
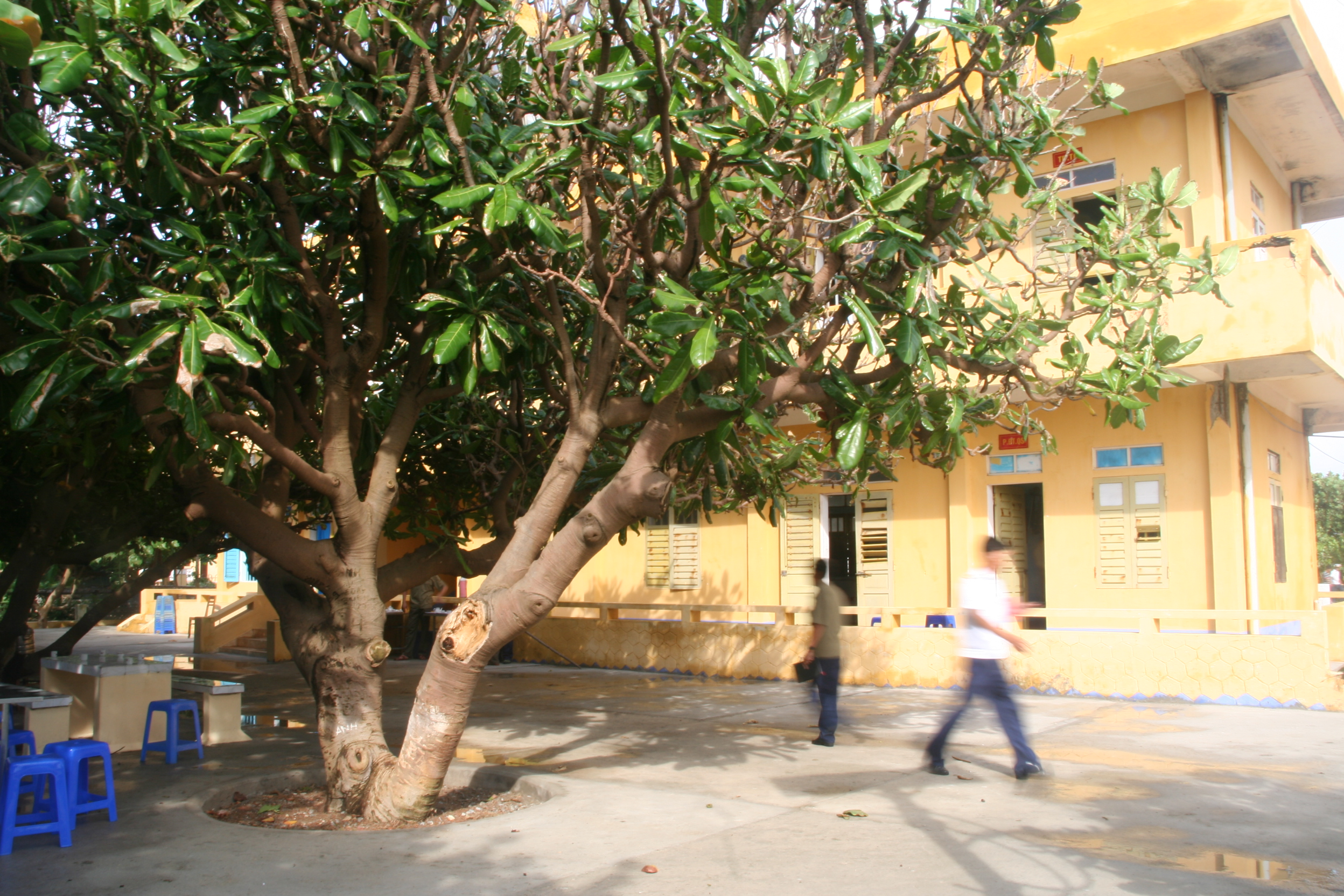
Ulice města Trường Sa
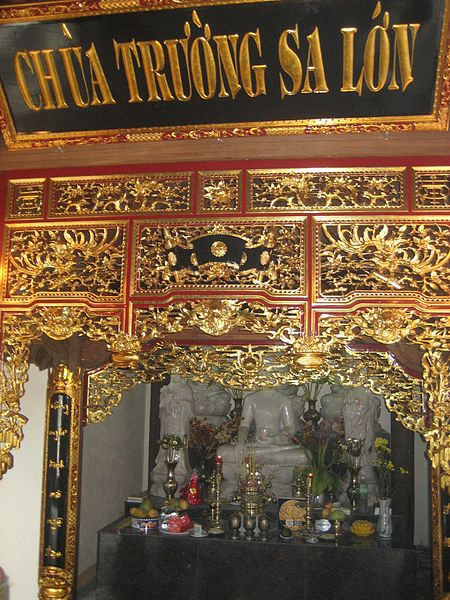
Buddhistická pagoda ve městě Trường Sa
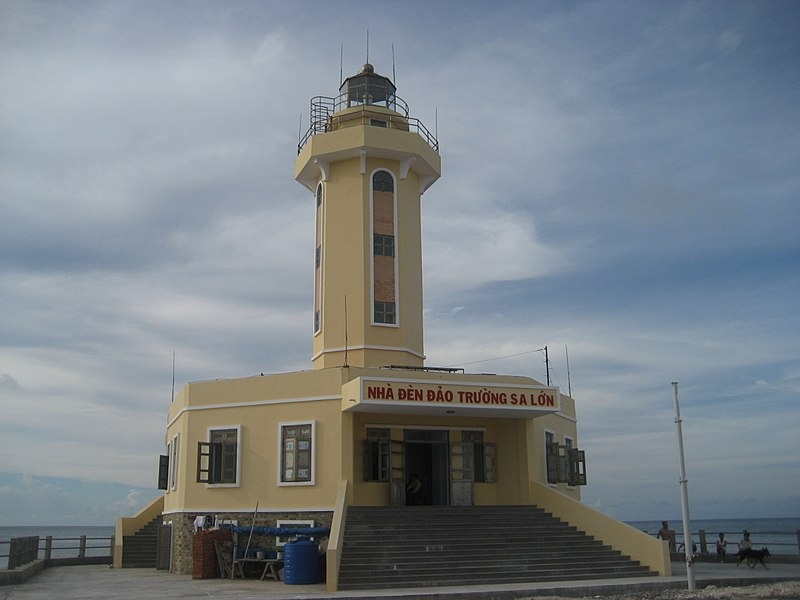
Maják